# Рисантије Јовановић
 Рисантије (Видосава) Јовановић (Трмка, ? — Београд, 1980) био је српски ратник. Носилац је Карађорђеве звезде са мачевима.

## Биографија
Рисантије је рођен у Трмки, срез Коснаички, надомак границе са Косовом. Као и остали косанички граничари у ратовима се истакао као храбар и довитљив ратник. Два рођена брата из Трмке, Арсеније и Видосав, послали су своје синове Петка и Рисинтија у ратове 1912. године. Имали су среће да се обојица врате живи и још као витезови Карађорђеве звезде са мачевима. Браћа од стричева, Петко и Рисинтије су осветлали образ својој фамилији. Посебно се истакао на Солунском фронту, када је за показану храброст у тешким борбама одликован Сребрним војничким орденом КЗ са мачевима. После рата радио је на обезбеђењу једног министарства.
Рисантије је био познат као добар гуслар. Дуго је поживео и умро је у Београду 1980. године у дубокој старости.